# Комитет за наука, изкуство и култура
Комитетът за наука, изкуство и култура (КНИК) е българска държавна институция с ранг на министерство, съществувала в периода 1947-1954 година. Задачата на КНИК е да осъществява ръководството на научните и културни организации, както и на висшите училища в България в условията на засилващ се контрол на комунистическата партия върху всички сфери на културния живот в България. Комитетът е закрит през февруари 1954 година, като основните му правомощия са прехвърлени към Министерството на културата.

## Функции
КНИК е създаден на основание член 39 от Конституцията на Народна република България от 1947 година, след закриването на Министерството на информацията и изкуствата. Оглавява се от политическо лице, член на правителството на Народна република България. Функциите на КНИК обхващат администрирането както на културата, така и на висшето образование, което е прехвърлено от Министерството на народната просвета.
Според приетия на 23 декември 1947 година Правилник за устройството и задачите на КИНК Комитетът е орган на правителството, който има за задача да осъществява единно ръководство на научните и културни институти и организации, както и на висшите учебни заведения, да планира, съгласува и контролира научноизследователската и художествено-творческа дейност на съответните институти и учреждения, на учебно-преподавателската работа на висшите учебни заведения, както и подготовката на висши, научни, технически и художествени кадри.
Под негова юрисдикция са БАН и институтите към нея, научноизследователските институти, намиращи се под други ведомства, висшите учебни заведения, Главните дирекции по радиоразпръскване и по кинематография, музеите, народните и общински библиотеки, държавните картинни галерии, театрите, оперите, цирковете, симфоничните оркестри, музикалните ансамбли, колективите за художествена самодейност, хоровете, книгоиздателствата. До 1951 година, когато е създаден Комитетът за приятелство и културни връзки с чужбина, грижата за културния обмен и връзки с чужбина е съсредоточена преди всичко в правомощията на КНИК.

## Дейност
КНИК започва да функционира от началото на 1948 година. Пред следващите години Комитетът изработва редица проектозакони и подзаконови актове и осъществява ежедневен надзор и ръководство над културата в различните ѝ форми в съответствие с политиката на БКП, която ликвидира частната инициатива в културната сфера. Чрез КНИК се налага държавният (партийният) контрол в културата.
По предложение на Комитета през 1948 г. е приет нов Закон за висшето образование. Други законопроекти на КНИК, приети в парламента, са Законът за радиото, който потвърждава въведения преди 1944 година държавен монопол в радиоразпръскването, както и Законът за киното. И двата закона засилват държавния монопол в съответните културни сфери. Законът за книгопечатането, предложен от КНИК и приет през 1949 година, изключва всякаква частна инициатива в тази сфера. Съгласно този закон и правилника за неговото приложение книгопечатането е държавен монопол, упражняван от Държавното полиграфическо обединение, което е на пряко подчинение на КНИК. Местните печатни предприятия се ръководят от народните съвети, които са длъжни да поддържат връзка с КНИК. Допуска се книгопечатане да се извършва и от обществени организации и политически партии – след решение на Министерския съвет, предложено от КНИК.

## Председатели
| правителство | име             | дати                             | партия  | партия |
| ------------ | --------------- | -------------------------------- | ------- | ------ |
| 65           | Вълко Червенков | 11 декември 1947 – 6 август 1949 | БРП (к) |        |
| 65           | Карло Луканов   | 6 август 1949 – 5 декември 1949  | БКП     |        |
| 65           | Сава Гановски   | 5 декември 1949 – 20 януари 1950 | БКП     |        |
| 66           | Сава Гановски   | 20 януари 1950 – 4 февруари 1952 | БКП     |        |
| 66           | Рубен Аврамов   | 4 февруари 1952 – 16 януари 1954 | БКП     |        |
| 67           | Рубен Аврамов   | 16 януари 1954 – 6 февруари 1954 | БКП     |        |